# Station Kraków Mydlniki-Wapiennik
Station Kraków Mydlniki-Wapiennik is een spoorwegstation in de Poolse plaats Krakau.